# Хворостінка Володимир Миколайович
Володимир Миколайович Хворостінка (нар. 1 травня 1939, Наталине, Красноградський район, Харківська область, УРСР, СРСР — пом. 1 серпня 2010, Харків, Україна) — український лікар, терапевт, ⁣гастроентеролог,  викладач, фахівець в галузі захворювань печінки. Доктор медичних наук (1983), професор. Заслужений діяч науки і техніки України.

## Життєпис
Народився 1 травня 1939 року в с. Наталине Красноградського району Харківської області. Після закінчення Красноградського медичного училища (1959) служив у Радянській Армії (1959—1962). У 1962 році вступив на лікувальний факультет Харківського медичного інституту, який закінчив з відзнакою у 1968 році.
У Харківському державному медичному університеті пройшов шлях від клінічного ординатора (1968—1969), асистента (1969—1978), доцента (1978—1982) до завідувача кафедри факультетської терапії (1982—2009) Під керівництвом видатного вченого та блискучого клініциста Почепцова В. Г., учня академіка Малої Л. Т., захистив кандидатську дисертацію «Сравнительная оценка эффективности лечения аллохолом, холензимом, конвафламином больных с обострением хронического холецистита, осложнившегося хроническим холангиогепатитом» (1970), а згодом — докторську дисертацію «Роль печени в развитии атеросклероза при сахарном диабете» (1983).
Будучи талановитим учнем та послідовником видатних вчених, шо у різні роки очолювали кафедру факультетської терапії — Георгієвський К. М., Файншмідт І. І., Черніков Є. А., Штейнберг С. Я., Почепцов В.Г., Хворостінка В. М. успішно поєднував наукову діяльність з педагогічною, лікувальною та громадською роботою.
За його ініціативою на базі Харківської обласної клінічної лікарні були відкриті спеціалізовані гастроентерологічне, ревматологічне, кардіологічне, ендокринологічне відділення, куратором та консультантом яких він був. Зробив значний внесок у підготовку та виховання багатьох поколінь висококваліфікованих лікарів для практичної охорони здоров'я та науки.
Член Європейської регіональної асоціації гастроентерологів та Європейської асоціації діабетологів. Декан І медичного (лікувального) факультету Харківського національного медичного університету (1992—1997)
Автор понад 560 наукових робіт, 30 підручників, навчальних посібників та монографій; 33 авторських свідоцтв і патентів, 48 методичних рекомендацій та вказівок. Підготував 2 доктора та 20 кандидатів  медичних наук.
Помер 1 серпня 2010 року за трагічних обставин.

## Наукові інтереси
Більшість наукових праць колективу кафедри факультетської терапії ХМІ (нині кафедра внутрішньої медицини № 3 та ендокринології ХНМУ) , під керівництвом В. М. Хворостінки, була присвячена новим методам діагностики та лікування хронічних захворювань печінки, ролі печінки у розвитку атеросклерозу, особливо при цукровому діабеті. Співробітниками ретельно вивчені нові методи ранньої діагностики, варіанти перебігу та раціональні підходи до терапії хронічних захворювань печінки.
Наукові праці Хворостінки В. М. присвячені сучасним аспектам клінічної фармакотерапії захворювань органів травлення та серцево-судинної системи, проблемам клінічної імунології при захворюваннях органів травлення, стану клітинного та гуморального імунітету при різних варіантах перебігу хронічних гепатитів, цирозів печінки, хронічним захворюванямь кишківника та панкреатитам.
Досліджував стан жовчоутворювальної та жовчовидільної функції печінки при хронічних захворюваннях гепатобіліарної системи, органів травлення при цукровому діабеті, встановлював порушення фізико-хімічних, біохімічних властивостей жовчі, порушення амінокислотного складу та вмісту мікроелементів у жовчі та крові, визначені показання для коригуючої терапії, вивчав етіологічні та патогенетичні фактори виникнення захворювань гастродуоденальної зони, а також методи ранньої діагностики та їх лікування при захворюваннях серцево-судинної системи, зокрема при артеріальній гіпертензії та ішемічній хворобі серця.

## Найбільш вагомі публікації
- Терапия. Заболевания сердечно-сосудистой системы [Текст]: рук. для врачей и студентов / Л. Т. Мала, В. Н. Хворостинка. — 2-е изд., испр. и доп. — Х. : Фолио, 2005. — 1135 с. : ил. — ISBN 966-03-2321-2
- Терапия. Заболевания органов дыхания; Заболевания органов пищеварения; Заболевания почек; Иммунология. Аллергические заболевания; Системные заболевания соединительной ткани; Заболевания системы крови [Текст]: рук. для врачей-интернов и студентов / Л. Т. Мала, В. Н. Хворостинка. — 2-е изд., испр. и доп. — Х. : Фолио, 2005. — 879 с. : ил. — ISBN 966-03-2322-0
- Лекарственные растения и фитотерапия [Текст]: учеб. пособие / В. Н. Савченко, Н. И. Яблучанский, В. Н. Хворостинка, К. М. Сокол. — Х. : Гриф, 2004. — 271 с. — ISBN 966-7165-48-5
- Захворювання органів травлення [Текст]: навч. посіб. у схемах і табл. : для студ. вищ. мед. закл. освіти III—IV рівнів акредитації / Харк. держ. мед. ун-т ; [уклад.: В. М. Хворостінка та ін.] ; за ред. проф. В. М. Хворостінки. — Х. : Факт, 2001. — 239 с. : схеми, табл. — Бібліогр.: с. 238. — 1000 прим. — ISBN 966-637-028-Х
- Клиническая эндокринология [Текст]: учеб. для студентов высш. мед. учеб. заведений IV уровня аккредитации / В. Н. Хворостинка, В. Н. Лесовой, Т. А. Моисеенко ; под общ ред. В. Н. Хворостинка ; Харьк. нац. мед. ун-т. — Х. : Факт, 2008. — 541 с. — (Мир медицины). — ISBN 978-966-637-628-5
- Клінічна ендокринологія [Текст]: підручник для студ. вищих мед. навч. закл. ІІІ-ІV рівнів акредитації / В. М. Хворостінка [и др.] ; ред. В. М. Хворостінка. — К. : Медицина, 2009. — 544 с.: рис., табл. — Бібліогр.: с. 534—538. — ISBN 978-966-10-0025-3
- Факультетская терапия [Текст]: для студ. мед. вузов / В. Н. Хворостинка [и др] ; ред. В. Н. Хворостинка. — Х. : Факт, 1999. — 623 с. — ISBN 966-7099-56-3
- Факультетська терапія [Текст]: підручник для студ. вищ. мед. закладів освіти III—IV рівнів акредитації / В. М. Хворостінка [та ін] ; ред. В. М. Хворостінка. — Х. : Факт, 2000. — 888 с. — ISBN 966-573-194-7.
- Терапия. Руководство для студентов и врачей-интернов [Текст]: учебное пособие для студ. и врачей-интернов высших мед. учеб. заведений ІІІ-ІV уровней аккредитации / Л. Т. Малая [и др.]. — Х. : Факт, 2001. — 1032 с.: рис. — ISBN 966-637-003-4
- План клинического обследования больного и схема составления истории болезни на кафедре факультетской терапии: метод. указания для студентов IV курса / сост. В. Н. Хворостинка, Н. К. Александрова ; МЗУ, Харьков. ГМУ. — Харьков: Оригинал, 2001. — 36 с.
- Руководство к практическим занятиям по гастроэнтерологии: [учебное пособие для студ. мед. ин-nов] / под ред. В. Н. Хворостинки ; В. Н. Хворостинка, В. В. Бобин, Л. М. Пасиешвили и др. — Харьков: Основа, 1990. — 328 с. : ил. — Библиогр. в конце ст. — ISBN 5-11-001065-X : 001

Інші відомі роботи: «Симптомы и синдромы в терапии» (1988), «Классификация и диагностические критерии в клинике внутренних болезней» (1992), «Хирургическое лечение острого осложненного холецистита у лиц пожилого и старческого возраста» (1993), «Алкогольные гепатопатии» (1994), «Фитотерапия сахарного диабета» (1995), «Фармакологические эффекты и механизмы действия лекарственных средств» (1995), «Руководство по проведению занятий в школе самоконтроля больных сахарным диабетом» (1997), «Очерки клинической эндокринологии» (1997), «Руководство по эндокринным заболеваниям» (1999).

## Нагороди
За роботу «Способы комплексной профилактики и лечения хронических заболеваний печени» колектив кафедри був нагороджений срібною медаллю ВДНГ УРСР (1990).

## Родина
Донька персоналії Журавльова Лариса Володимирівна (1961) — лікар-терапевт, доктор медичних наук (2008), професор (2011), заслужений діяч науки і техніки України (2021), від 2009 року — завідувач кафедри внутрішньої медицини № 3 та ендокринології Харківського національного медичного університету.

## Захоплення
В. М. Хворостінка був не лише видатним ученим, викладачем, висококваліфікованим лікарем, а й обдарованою, творчою людиною. Він малював чудові картини в різних жанрах. Авторські картини В. М. Хворостінки олією експонуються в  художній галереї Харківського національного медичного університету

## Пам'ять
1 травня 2024 року на кафедрі внутрішньої медицини № 3 та ендокринології ХНМУ вшанували 85 річницю з дня народження професора В. М. Хворостінки